# Mistrovství světa v šachu žen 1956
Turnaj třech mistrovství světa v šachu žen proběhl od 21. srpna do 25. září 1956 v Moskvě v Sovětském svazu. Mimořádně byl souboj o titul mistryně světa pořádán jako turnaj třech šachistek, které všechny reprezentovaly Sovětský svaz. Hlavním rozhodčím byl F. Andersson ze Švédska. Právo účasti získaly aktuální mistryně světa Jelizaveta Bykovová, předchozí mistryně světa Ljudmila Ruděnková a vítězka turnaje kandidátek Olga Rubcovová. Hrálo se 8 partií každá s každou. Boj o titul vedli Bykovová a Rubcovová a rozhodovalo se až v poslední 24. partii. Před ní vedla o půl bodu Bykovová, ale měla volno. Rubcovová pak v této poslední partii porazila Ruděnkovou a stala se třetí mistryní světa v šachu.

## Tabulka
| č. | Šachistka           | Země          | 1               | 2               | 3               |  | + | −  | = | Body |
| -- | ------------------- | ------------- | --------------- | --------------- | --------------- |  | - | -- | - | ---- |
| 1  | Olga Rubcovová      | Sovětský svaz |                 | ½ ½ ½ 1 ½ 0 1 ½ | ½ 1 0 1 0 1 1 1 |  | 7 | 3  | 6 | 10   |
| 2  | Jelizaveta Bykovová | Sovětský svaz | ½ ½ ½ 0 ½ 1 0 ½ |                 | 1 ½ 1 ½ 1 1 0 1 |  | 6 | 3  | 7 | 9½   |
| 3  | Ljudmila Ruděnková  | Sovětský svaz | ½ 0 1 0 1 0 0 0 | 0 ½ 0 ½ 0 0 1 0 |                 |  | 3 | 10 | 3 | 4½   |